# Патил, Пратибха
Пратибха Девисингх Патил (маратхи: प्रतिभा देवीसिंह पाटील, IAST: Pratibhā Pāṭīl, англ. Pratibha Devisingh Patil род. 19 декабря 1934, Нагдаон, Восточный Кхандеш, Бомбейское президентство, Британская Индия, Британская империя) — индийский государственный и политический деятель, 12-й президент Индии, первая женщина на этом посту в истории страны. Была избрана на данный пост 19 июля 2007 коллегией выборщиков, состоящей из депутатов федерального парламента и ассамблей штатов; вступила в должность 25 июля 2007, сменив Абдула Калама. 25 июля 2012 года в должность президента Индии вступил Пранаб Кумар Мукерджи.

## Биография
П. Патил родилась в г. Надгаон (штат Махараштра); получила юридическое образование в Бомбейском университете.
Политикой занялась в 1962 г., когда стала депутатом Законодательного собрания Махараштры от Индийского национального конгресса.
В 1967—1978 гг. занимала различные посты в правительстве штата;
После раскола ИНК в 1978 г., последовавшего за поражением Индиры Ганди на парламентских выборах 1977 г., П. Патил, сохранив верность династии Неру — Ганди, стала лидером оппозиции в Законодательном собрании штата. После возвращения И. Ганди к власти в стране в 1980 г. многие считали П. Патил наиболее вероятным кандидатом на пост главного министра Махараштры, однако предпочтение было отдано протеже Санджая Ганди А. Р. Антулаю.
В 1985—1990 гг. — депутат Раджья сабхи (верхней палаты федерального парламента) (в 1986—1988 гг. — вице-председатель Раджья сабхи);
в 1991—1996 гг. — депутат Лок сабхи (нижней палаты) от округа Амравати.
В 1996—2004 гг. практически не участвовала в политической жизни страны;
После победы коалиции во главе с ИНК на всеобщих выборах 2004 г. была назначена губернатором штата Раджастхан (сложилась уникальная ситуация, когда все наиболее высокие политические посты в штате были заняты женщинами — главным министром была Васундхара Радже, а спикером Законодательного собрания — Сумитра Сингх). Наиболее громким событием за время пребывания П. Патил на этом посту было отклонение ею закона, препятствующего «насильному обращению в другую веру», принятого правящей в штате индуистско-националистической Бхаратия джаната парти (БДП), но подвергшегося резкой критике ряда христианских организаций.
В июне 2007 ИНК предложил кандидатуру П. Патил на пост 12-го президента страны, после того как поддерживающие коалиционное правительство левые партии во главе с КПИ(М) отвергли кандидатуру министра внутренних дел Шивраджа Патила (обвинённого в «недостаточном уважении к светским устоям Индии»). Выдвижение П. Патил было обосновано как «способствующее улучшению положения индийских женщин в год 60-летия независимости». Правые партии во главе с БДП обрушились на П. Патил с резкой критикой, постаравшись собрать и предать гласности как можно больше компромата на П. Патил (для этих целей был даже создан специальный сайт «Know Pratibha Patil»). В частности, выдвигались обвинения в финансовых махинациях и давлении на следователей, расследующих убийство, предположительно совершённое братом П. Патил. Тем не менее, поскольку ИНК с союзниками обладал уверенным большинством в коллегии выборщиков, П. Патил одержала убедительную победу, получив почти вдвое больше голосов, чем кандидат от правых, вице-президент Бхайрон Сингх Шекхават, и став первой женщиной-президентом в истории страны.

## Ссылки

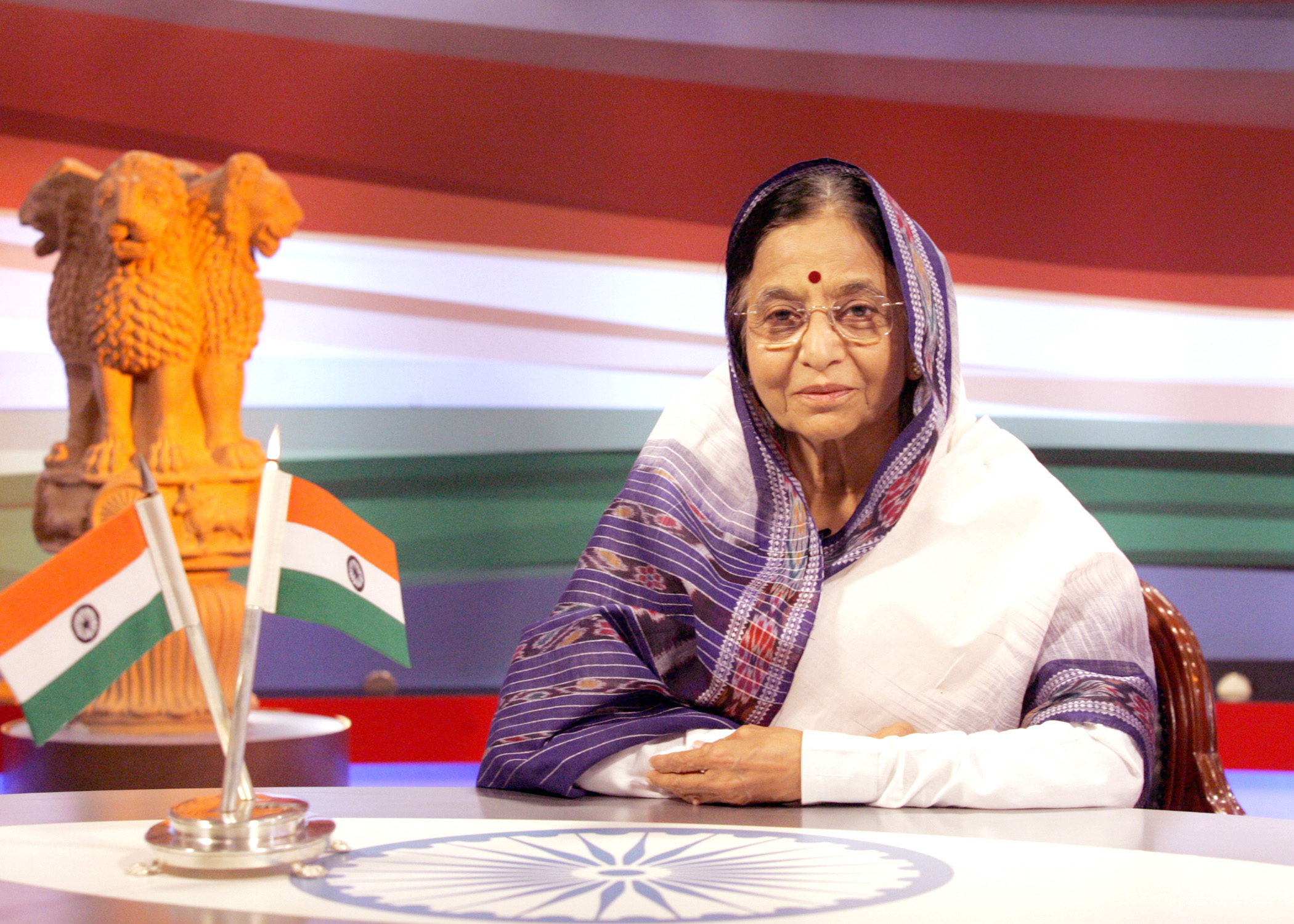
П. Патил обращается к народу Индии в честь Дня независимости, 2007 год.